# ポアイ菅沼
ポアイ菅沼（Poai Suganuma、1981年9月9日 - ）は、アメリカ合衆国の男性総合格闘家。ハワイ州ヒロ出身。BJ・ペンMMAアカデミー所属。日本人の祖父を持つ日系人。

## 来歴
ワイアケア高校でレスリングを始め、ハワイ州高校王者に2度なった。
2003年2月14日、ヒートで宮田一心相手に総合格闘技デビュー。
ローカル大会で戦績を重ねた後、2005年10月2日にはパンクラスデビュー。
2006年、パンクラス・第2代ヘビー級（-100kg）王者決定トーナメントに出場。1回戦で李世学、準決勝で桜木裕司にそれぞれKO勝ちを収めるも、決勝でアルボーシャス・タイガーにTKO負けを喫し王座獲得に失敗した。
2007年10月28日、HERO'S KOREA 2007でベルナール・アッカと対戦し、腕ひしぎ十字固めで見込み一本勝ち。
2008年はEliteXCによる人材育成大会「ShoXC」に出場。ジャレッド・ハマンと2度対戦、4月5日の対戦では開始早々に跳び膝蹴りでKO勝利するも、8月15日のリマッチではパウンドで敗れた。

## 戦績
| 総合格闘技 戦績 | 総合格闘技 戦績 | 総合格闘技 戦績 | 総合格闘技 戦績 | 総合格闘技 戦績 | 総合格闘技 戦績 | 総合格闘技 戦績 |
| --------------- | --------------- | --------------- | --------------- | --------------- | --------------- | --------------- |
| 15 試合         | (T)KO           | 一本            | 判定            | その他          | 引き分け        | 無効試合        |
| 11 勝           | 5               | 3               | 3               | 0               | 0               | 0               |
| 4 敗            | 3               | 0               | 1               | 0               | 0               | 0               |

| 勝敗 | 対戦相手                 | 試合結果                   | 大会名                                                          | 開催年月日     |
| ×    | イ・サンス               | 5分3R終了 判定0-3          | X-1: Island Pride                                               | 2010年11月6日  |
| ○    | ビタリー・シュメトフ     | 1R 1:08 KO（パンチ）       | X-1: Heroes                                                     | 2010年9月11日  |
| ○    | グレッグ・シュミット     | 5分3R終了 判定3-0          | X-1: Nations Collide                                            | 2010年6月4日   |
| ×    | ヤンシー・メデイロス     | 3R 0:37 TKO（パンチ連打）  | Destiny MMA: Pier Fighter 1                                     | 2008年11月15日 |
| ×    | ジャレッド・ハマン       | 1R 2:34 TKO（パウンド）    | ShoXC: Hamman vs. Suganuma 2                                    | 2008年8月15日  |
| ○    | ジャレッド・ハマン       | 1R 0:15 KO（跳び膝蹴り）   | ShoXC: Elite Challenger Series                                  | 2008年4月5日   |
| ○    | ベルナール・アッカ       | 1R 3:05 腕ひしぎ十字固め   | HERO'S KOREA 2007                                               | 2007年10月28日 |
| ○    | ネイト・キャリー         | 3分3R終了 判定3-0          | Icon Sport: Epic                                                | 2007年3月31日  |
| ○    | オーギー・パダケン       | 1R 2:06 チョークスリーパー | Hawaii Fighting Championship: Stand Your Ground 2               | 2007年1月12日  |
| ×    | アルボーシャス・タイガー | 3R 0:34 TKO（膝蹴り）      | PANCRASE 2006 BLOW TOUR 【ヘビー級王者決定トーナメント 決勝】   | 2006年8月27日  |
| ○    | 桜木裕司                 | 1R 4:47 TKO（パウンド）    | PANCRASE 2006 BLOW TOUR 【ヘビー級王者決定トーナメント 準決勝】 | 2006年5月2日   |
| ○    | 李世学                   | 1R 3:58 KO（パンチ連打）   | PANCRASE 2006 BLOW TOUR 【ヘビー級王者決定トーナメント 1回戦】  | 2006年1月26日  |
| ○    | 野地竜太                 | 1R 3:12 三角絞め           | PANCRASE 2005 SPIRAL TOUR                                       | 2005年11月4日  |
| ○    | 佐藤光留                 | 5分2R終了 判定3-0          | PANCRASE 2005 SPIRAL TOUR                                       | 2005年10月2日  |
| ○    | 坂下裕介                 | 2R 1:03 TKO（パンチ連打）  | POWERGATE 2                                                     | 2005年8月27日  |